# Kanai Ryuta
Kanai Ryuta (sinh ngày 16 tháng 8 năm 1989) là một cầu thủ bóng đá người Nhật Bản.

## Sự nghiệp câu lạc bộ
Kanai Ryuta đã từng chơi cho Vanraure Hachinohe.